# Gastronomía de Sarre

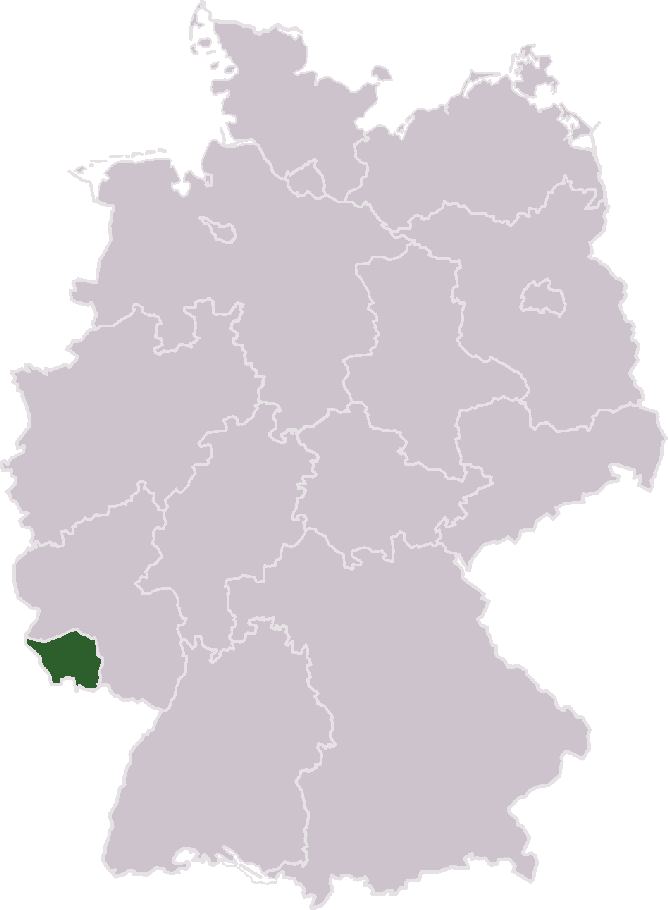
Zona del Sarre.

La gastronomía de Sarre corresponde al conjunto de costumbres culinarias de la comarca del Sarre (Alemania). Es parte de la cocina alemana.

## Platos típicos

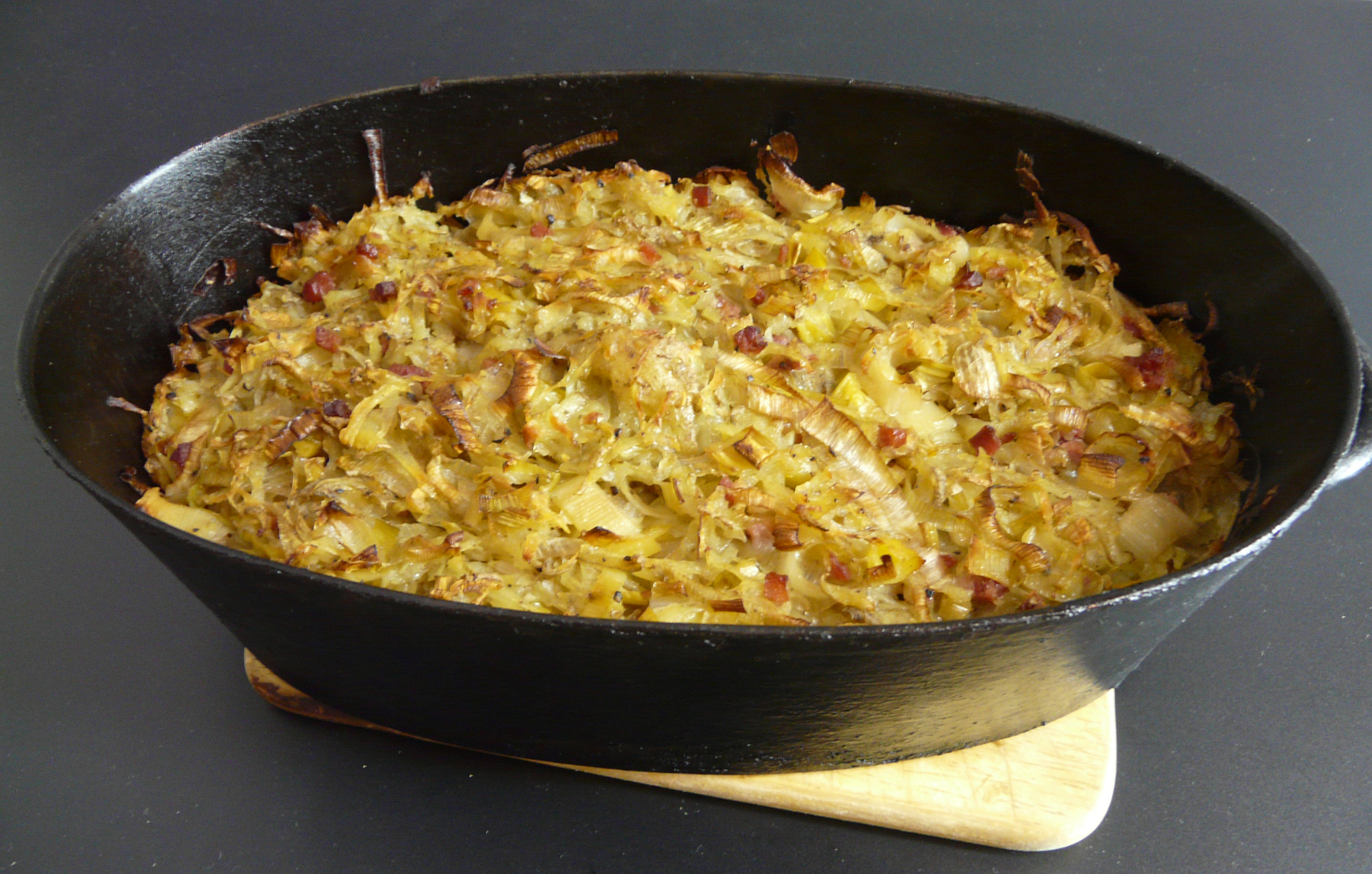
Schales/Dibbelabbes
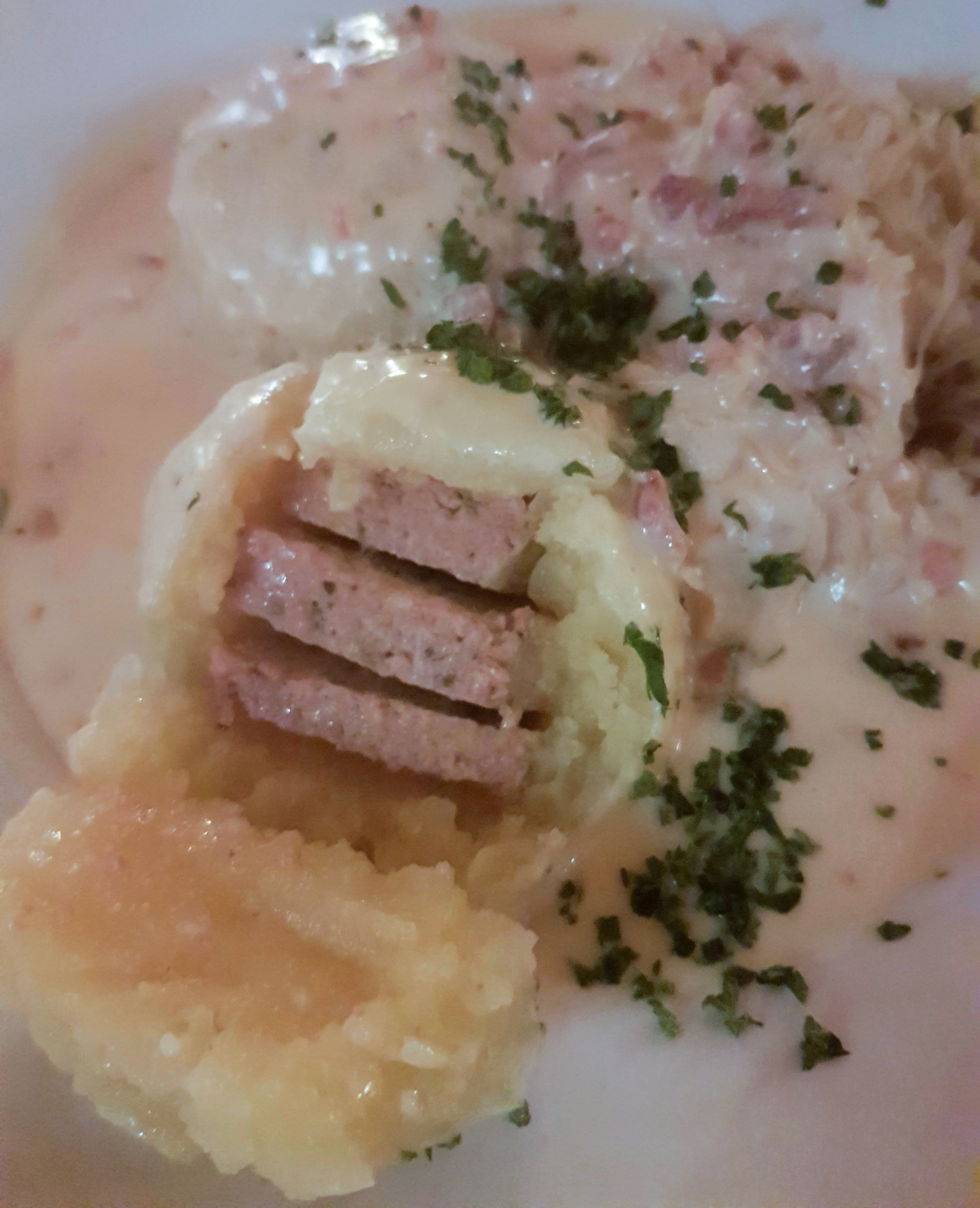
Gefillde
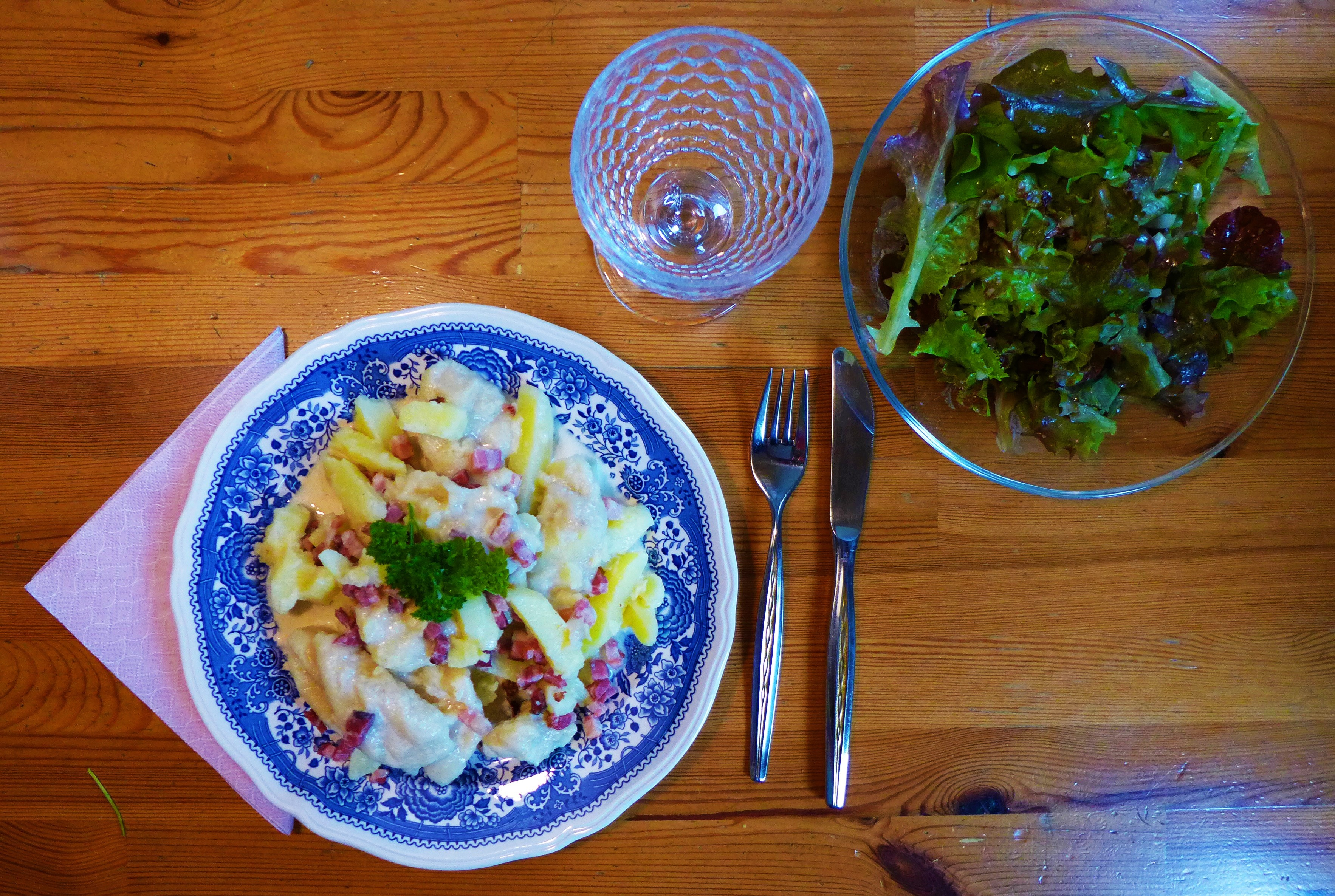
Geheirate
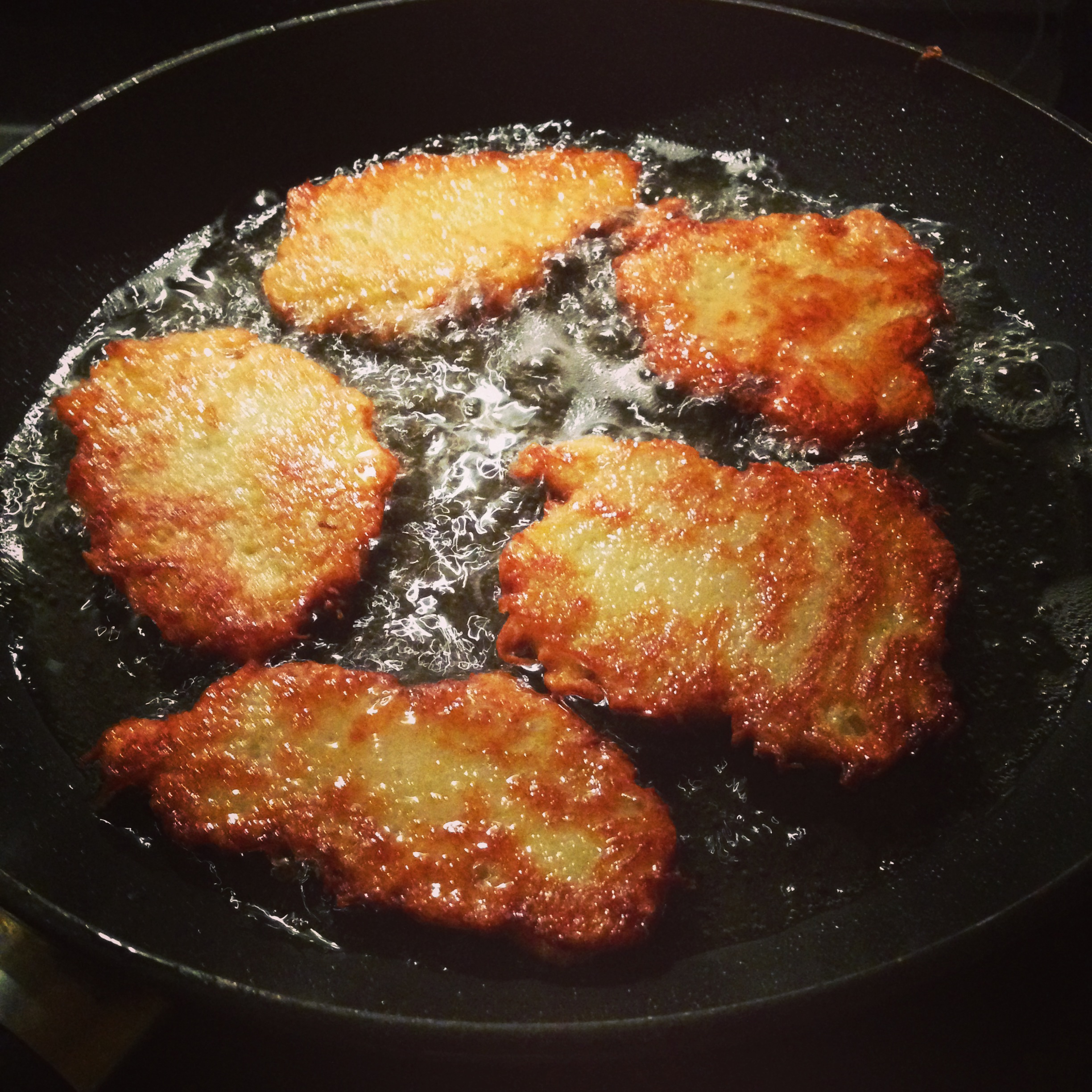
Grommbierkischeljer
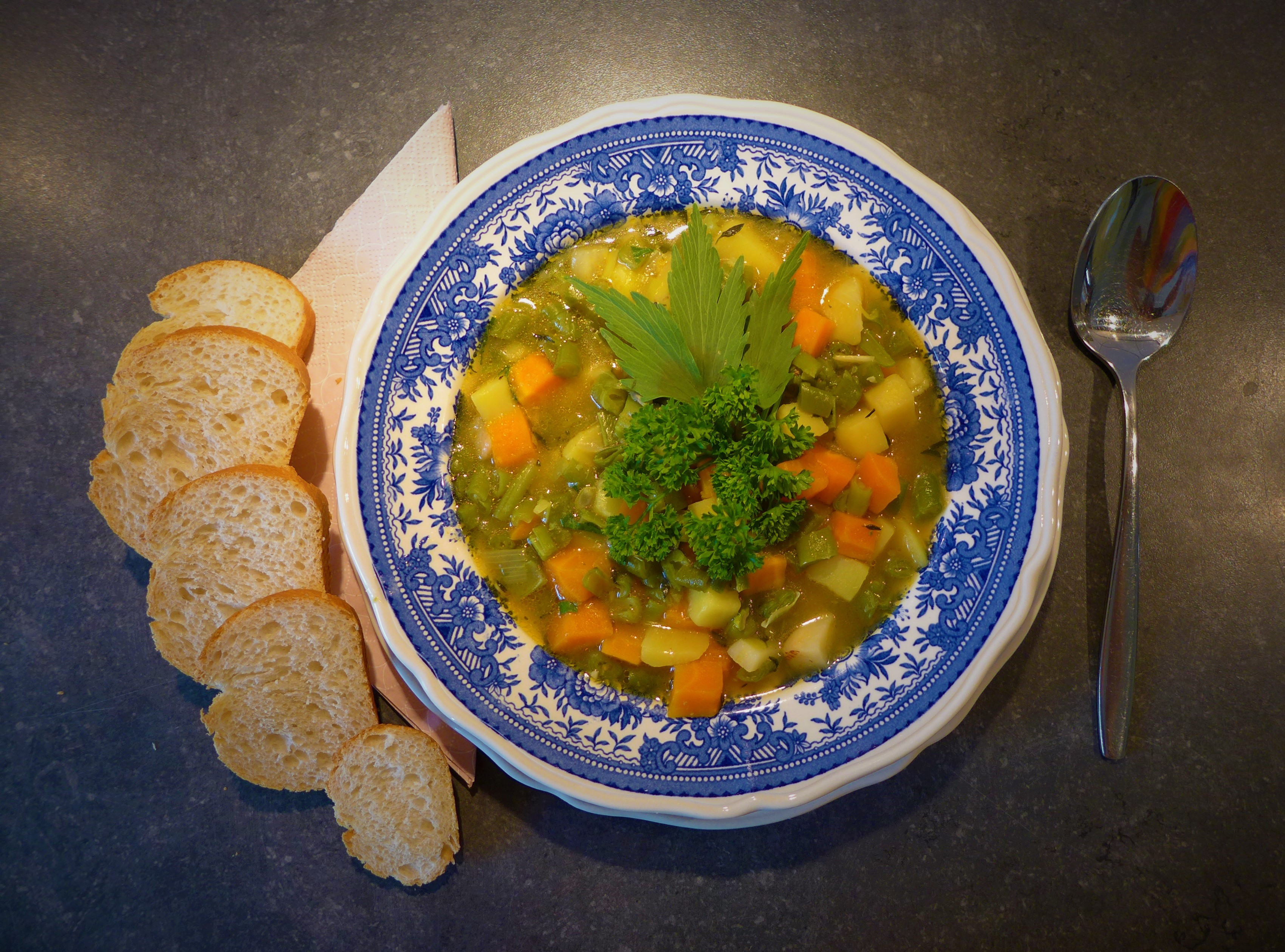
Bohnesauf/Bippelches Bohnesupp

- Dibbelabbes. Es un plato elaborado con patatas gratinadas y nata con speck.
- Gefillde. Son una especie de Klöße de patata que tienen en su interior morcilla.
- Hoorische: Son Klöße elaborados de patata cruda.
- Ensalada de diente de león. Ensalada elaborada con las hojas del diente de León.

## Bebidas
En lo que resepecta al vino se puede decir que es una de las zonas vinícolas de Alemania Mosel-Saar-Ruwer.
- Datos: Q2209226
- Multimedia: Cuisine of Saarland / Q2209226